# Aimé Césaire

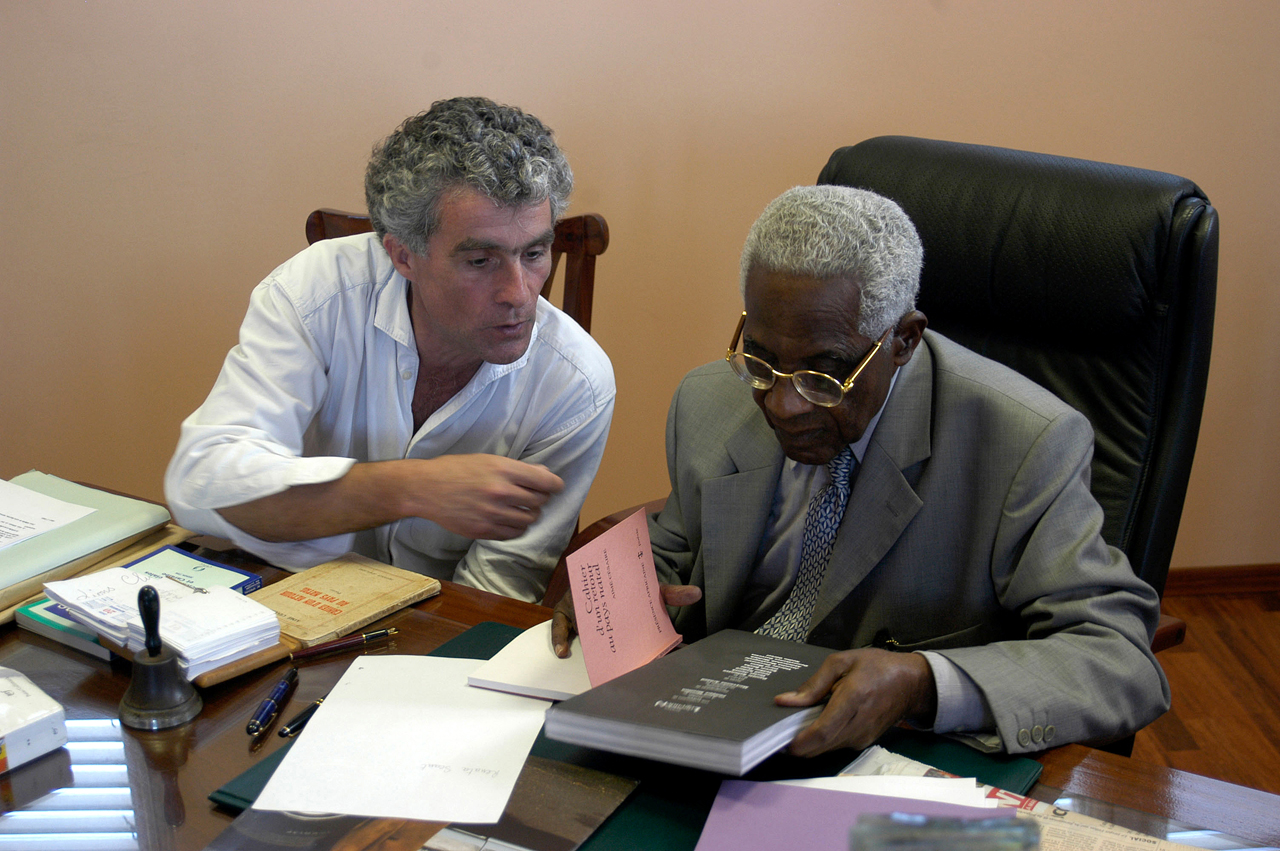
Aimé Césaire (vpravo)

Aimé Césaire, celým jménem Aimé Fernand David Césaire (26. června 1913 Basse-Pointe – 17. dubna 2008 Fort-de-France), byl martinický francouzsky píšící básník a politik, jeden z nejvlivnějších černošských intelektuálů 20. století. Spolu s Léopoldem Sédarem Senghorem ze Senegalu je nejznámějším představitelem literárního a duchovního hnutí négritude.

## Život a dílo
Aimé Césaire se narodil na antilském ostrově Martinik. V roce 1931 dostal vládní stipendium do Paříže, kde nejprve vystudoval lyceum a posléze byl přijat na École normale supérieure. Hned na počátku svého studijního pobytu se seznámil se senegalským básníkem Léopoldem Sédarem Senghorem, jenž se stal jeho přítelem. V pařížských intelektuálních kruzích se Césaire zapojil do aktivit antilských a černošských studentů. Podílel se na vzniku časopisu L'Étudiant noir (Černošský student), který vycházel v letech 1934–1935 a v němž poprvé otiskli své texty nejen Césaire se Senghorem, ale i Léon-Gontran Damas z Francouzské Guyany, třetí nejznámější představitel pozdějšího hnutí négritude. Byl to právě Césaire, kdo použil výraz négritude poprvé, a to v jednom ze článků otištěných v tomto časopise.
V roce 1939 vydal slavný básnický text Sešit o návratu do rodné země (Le Cahier d'un retour au pays natal), který však proslul až o osm let později, když jej vydal knižně André Breton, Césairův obdivovatel. Toto dílo je pozoruhodným textem na pomezí veršů a prózy, plné originální básnické imaginace. Roku 1939 se Césaire vrátil na Martinik a stal se učitelem v Schoelcherově lyceu (Lycée Schoelcher). V roce 1941 byl spoluzakladatelem literární revue Tropiques (vycházela 1941–1945).
V roce 1945 se s podporou Komunistické strany Francie stal starostou Fort-de-France a poslancem za Martinik ve francouzském Národním shromáždění. V roce 1956 vystoupil z KS a založil Martinickou pokrokovou stranu (Parti progressiste martiniquais), ve francouzském parlamentu byl veden jako nezávislý. Césaire zůstal poslancem nepřetržitě až do roku 1993 (od roku 1978 za Socialistickou stranu), tj. celkem 48 let; starostou martinické metropole dokonce až do roku 2001, tj. celých 56 let.
V roce 1950 vydal esej Rozprava o kolonialismu (Discours sur le colonialisme), důraznou obžalobu evropského kolonialismu a rasismu, o deset let později pak studii o slavném vůdci haitského boje za národní nezávislost Toussaint Louverture: Francouzská revoluce a problém kolonialismu (Toussaint-Louverture: la Révolution française et le problème colonial). Počátky haitské nezávislosti ho inspirovaly i k napsání často citované divadelní hry Tragédie krále Christopha (La Tragédie du roi Christophe) z roku 1963. Tři roky nato vydal hru o dalším legendárním černošském vůdci, konžském Patrici Lumumbovi, nazvanou Sezóna v Kongu (Une Saison au Congo). Třetí důležitou Césairovou hrou je pak „černošská“ variace na Shakespearovu Bouři (Une tempête) z roku 1969. Kromě esejů a divadelních her vydal za svůj život několik básnických sbírek, mj. Zázračné zbraně (Les Armes miraculeuses, 1946), Slunce s podříznutým krkem (Soleil cou coupé, 1948), Okovy (Ferrements, 1960), Já, čepelatka (Moi, laminaire, 1982).
Césairovo literární dílo vzbudilo značný ohlas ve Francii (obdivovali jej zejména surrealisté) a v celém frankofonním a také černošském světě (jeho hry se hrály po celé Africe). Stal se klasikem už za živa, svými postoji představoval silnou morální autoritu. V roce 2005 se ohradil proti návrhu francouzského zákona, který měl prosadit do školních programů zmínku o positivních aspektech francouzské kolonizace a odmítl v té souvislosti přijmout Nicolase Sarkozyho – nakonec se s ním však setkal o rok později, kdy už byla ovšem zmínka vyškrtnuta. Sarkozy se už jako prezident zúčastnil osobně Césairova pohřbu.
Césaire přispěl výraznou měrou ke kritice evropského kolonialismu i k rehabilitaci cti všech kolonizovaných, přesto neprosazoval nezávislost Martiniku na Francii a i díky němu má tento ostrov od roku 1946 status francouzského zámořského departementu.
Ještě za Césairova života bylo po tomto nejznámějším Martiničanovi nově pojmenováno letiště v Le Lamentin u Fort-de France (Aéroport Martinique Aimé Césaire).

## Literární dílo
Poezie
- Cahier d'un retour au pays natal (Sešit o návratu do rodné země, 1939)
- Les Armes miraculeuses (Zázračné zbraně, 1970)
- Soleil cou coupé (Slunce s podříznutým krkem, 1948)
- Ferrements (Okovy, 1960)
- Cadastre (Katastr, 1961)
- Moi, laminaire (Já, čepelatka, 1982)

Divadelní hry
- Et les chiens se taisaient (A psi ani neštěkli, 1958)
- La Tragédie du roi Christophe (Tragédie krále Christopha, 1963)
- Une saison au Congo (Sezóna v Kongu, 1966)
- Une tempête – d'après La Tempête de William Shakespeare, adaptation pour un théâtre nègre (Bouře – podle Bouře Williama Shakespeara, adaptace pro černošské divadlo, 1969)

Další texty
- Esclavage et colonisation (Otroctví a kolonialismus, 1948)
- Discours sur le colonialisme (Rozprava o kolonialismu, 1950)
- Toussaint Louverture – La révolution Française et le problème colonial (Toussaint-Louverture: Francouzská revoluce a problém kolonialismu, 1962)
- Discours sur la négritude (Rozprava o négritude, 1987)

## Překlady do češtiny
- Černošská poezie: Světová antologie. (antologie) Naše vojsko, Praha 1958
- Césaire, Aimé: Trpký čas. (výbor veršů) Odeon, Praha 1968
- Césaire, Aimé: Sešit o návratu do rodného kraje; Rozprava o kolonialismu; Dopis Maurici Thorezovi; Rozprava o negerství. In: Postkoloniální myšlení II. tranzit.cz, Praha 2011